# Tell City
Tell City város az USA Indiana államában. Lakosainak száma 7506 fő (2020. április 1.).

## Népesség
A település népességének változása:

| 2010 | 7 272 |
| 2020 | 7 506 |